# ウジエル・ガル
ウジエル・"ウージー"・ガル（Uziel "Uzi" Gal, 1923年12月15日 - 2002年9月7日） は、イスラエルの軍人、銃器設計者。ドイツ系ユダヤ人。ウージー短機関銃の設計者として知られる。ドイツ語の出生名はゴットハルト・グラス(Gotthard Glas)。

## 経歴
1923年、ヴァイマル共和国時代のドイツ・ヴァイマルに芸術家の息子として生を受ける。少年期は地元のユダヤ人学校に通っていたが、1933年に国家社会主義ドイツ労働者党（NSDAP, ナチ党）が権力を掌握したため、まもなくして彼の通っていたユダヤ人学校は生徒と教職員全員でイギリスへと脱出した。数年後、グラス家はイギリス委任統治領パレスチナのヤグル・キブツ(Kibbutz Yagur)に移住し、彼はこの際にヘブライ語風のウジエル・ガルに改名した。ガルはハイファ地区ネシェルにて教育を受け、さらにキブツ内の専門学校に通った。この頃から銃器に興味を持っており、15歳の頃にはガルは矢を発射する自動銃の設計を行ったという。1943年、銃器の違法所持によって逮捕され、アクレ監獄での懲役7年の刑が言い渡された。1946年7月、特赦により釈放された。その後、キブツに戻ったガルは秘密裏にハガナーのための銃器設計を続けた。

### ウージー短機関銃

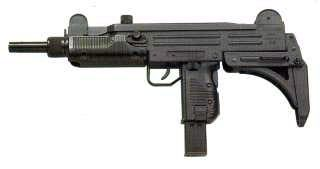
ウージー短機関銃

1948年、イスラエルが建国され、これに伴い第一次中東戦争（イスラエル独立戦争）が勃発した。ガル自身も前線に派遣され、ガリラヤを巡る戦いなどに参加している。1949年に士官教育を受けた後、兵器製造部門（TAASの前身）に配属され、以後27年間務める。当時、ハガナーを前身として編成されたイスラエル国防軍では、依然として世界中からかき集められた雑多な装備が溢れ、兵站や整備の面で問題を引き起こしていた。そうした状況下において、イギリス製ステン短機関銃を更新する新たな短機関銃の需要が生じていた。軍部は2人の技術将校、すなわちハキム・カラ少佐（Chaim Kara）とガル中尉に新型短機関銃の設計を命じた。1951年、砂漠地域で行われたトライアルの結果、ガルの設計案が優れていると判断された。
ガルの手がけた短機関銃は彼の名を取ってウージー（Uzi）と呼ばれた。使用弾薬は9x19mmパラベラム弾で、砂漠地域での運用を想定して埃や砂が入り込んでも動作するように設計されていた。また、当時としては珍しかったグリップの中に弾倉を収める構造は、夜間の弾倉交換を容易にするための設計である。すなわち、夜間でも自らの両手を合わせることはできるので、弾倉交換の際にも従来の一般的な短機関銃のように前方の弾倉口を探す必要がなくなるのである。これはガル自身の経験に基いて行われた工夫だった。
ガルは「革命ではなく進化を」という考えのもとで銃器設計を行っており、特異なものを考案するよりは基本的な設計を洗練していくことに重点を置いていたという。
国防軍では1955年からウージーの配備を開始した。また、国外の軍や警察からも注目が集まり、広く輸出された。イスラエルはウージーの輸出によって数十億ドルもの利益を上げたが、ガル自身は通常の給与以外受け取っていなかった。1967年には設計の改良が行われた。1980年には特殊部隊などでの運用を想定した小型モデル、ミニ・ウージーが発表された。さらにピストルサイズまで小型化されたマイクロ・ウージーも後に発表されている。
1967年に勃発した第三次中東戦争（6日戦争）の時点でもウージーは現役だったが、この時の戦訓から国防軍でも近代的な突撃銃の配備が求められるようになった。1970年代初頭、ウージーを更新する新規自動火器採用のため実施されたトライアルでは、ガル中佐が提出した新型ウージーとイスラエル・ガリリ（Israel Galili）が手がけたガリル突撃銃が有力候補と見なされており、最終的にガリル突撃銃が最も優れたスコアを示した。

### その後
1976年、国防軍を退役した後アメリカ合衆国フィラデルフィアへ移住した。彼が移住したのは、娘タマル（Tamar）がまれな脳障害を患っており、フィラデルフィアのチェスナットヒルにある人間能力開発研究所（Institutes for the Achievement of Human Potential）での治療を受けさせるためだった。
移住後もガルは銃器設計者として働き、アメリカでも販売が行えるように法規制に基づくウージーの再設計などを行ったほか、コルト、スターム・ルガー、ナイツアーマメントを始めとする多くの銃火器メーカーで顧問を務めていた。
ガルは武器の展示会などを訪れた時も「ガル」としか名乗らず、短機関銃と共に世界中で知られた「ウージー」という名は口にしなかったという。1978年、ウージーの開発に関連してイスラエル防衛賞(Israel Security Award)を受章。
1980年代初頭、ガルはスタームルガー MP9短機関銃の設計に関与した。
ガルが銃器設計者として最後に手がけたプロジェクトはオートマチックピストルだった。1980年代から1990年代初頭にかけて、ピストルの設計に興味を持ったガルは当時流通していた様々なピストルを購入し、その性能や構造、重量や寸法などを分析した。ガルが求めていたのは人間工学上の優位と高い信頼性を共に満たし、またスポーツ射撃や自衛を目的とするユーザーが特別な訓練をせずとも使用できるようなピストルだった。ガルは1997年までに設計案をまとめ、資金確保のため投資家グループに働きかけを行った。当初は古巣のTAASにて設計を行うことを希望していたが、TAASでは既に新型ピストル（ジェリコ941）のプロジェクトが開始されていたため、最終的にガルの申し出を拒否した。次にMP9設計時に所属していたカナダのディマコ社が候補となったが、国境を超えてピストルを輸送する際の法律上の問題を理由に断念されている。最終的にガルはナイツアーマメント社と契約を結び、同社にて新型ピストルの試作・設計を行った。しかし、この新型ピストル開発プロジェクトはガルの死によって中止されることとなる。
2002年、ウジエル・ガルは癌により死去した。死後、彼の遺体はイスラエルに移送され、ヤグル・キブツにて埋葬された。

## 家族
1956年に結婚した妻アハバ（Ahuva）は1998年に死去した。娘タマルは1984年に死去した。ガルが死去した時点で、家族としては息子イッド（Iddo）のほか、2人の孫、1人の兄弟がいた。